# Cuius regio, eius religio
Cuius regio, eius religio ("Di chi [è] la regione, di lui [sia] la religione", cioè i sudditi seguano la religione del proprio governante) è un'espressione latina che ebbe grande rilevanza all'epoca della riforma protestante e anche nei secoli successivi. Indica l'obbligo del suddito di conformarsi alla confessione del principe del suo Stato, sia essa protestante o cattolica. Comunemente, la si intende riferita alla storia europea del XVI e XVII secolo.

## Storia
Fu definito nel trattato conseguente alla Pace di Augusta del 1555 dall'imperatore del Sacro Romano Impero Carlo V d'Asburgo e dalle forze della Lega di Smalcalda per determinare la religione dell'Impero come coesistenza tra il luteranesimo e il cattolicesimo. Il principio sancito ad Augusta significava che i principi e le città libere avevano la facoltà di introdurre la fede luterana (lo jus reformandi) nel loro territorio, pur godendo degli stessi diritti degli stati cattolici all'interno dell'Impero. La popolazione di confessione diversa da quella del principe, sia che fosse cattolica oppure protestante, doveva adattarsi alla confessione del principe oppure emigrare.
Esiste anche la variante Cuius regio, eius et religio, nella quale il termine et ha in questo caso funzione rafforzativa (nel senso di "anche").

## Valenza politica
In senso lato, il principio del "cuius regio, eius religio" implica l'inviolabilità della sovranità nazionale (una nuova concezione di sovranità, che emerge in seno al processo di territorializzazione di un popolo e della sua cultura) e la non ingerenza nella giurisdizione domestica degli stati-nazione. Non a caso tale principio poté affermarsi definitivamente con la pace di Vestfalia del 1648, tappa importante per la costituzione dello stato-nazione moderno.
Il principio, benché criticato perché legittimava la compressione della libertà religiosa individuale, fu comunque introdotto per far cessare le guerre di religione. Di fatto, la pace di Augusta non fu sufficiente ad affermarlo, viste le tensioni sempre latenti  e considerato che esso non fu un principio condiviso, ma quasi un espediente; tuttavia, dopo le devastazioni di circa un secolo di guerre fra cattolici e protestanti dalla metà del Cinquecento - col picco della Guerra dei trent'anni 1618-1648 - al momento della pace di Westfalia del 1648 fu universalmente accettato e riuscì ad essere accettato tra le nazioni europee.